# Friedrich Werber
Friedrich Werber (* 31. Mai 1901 in Karlsruhe; † 4. Januar 1981 ebenda) war ein deutscher Politiker der CDU.

## Leben und Beruf
Werber besuchte das Gymnasium und studierte anschließend Geschichte, Volkswirtschaft und Betriebswirtschaftslehre. Er promovierte zum Dr. rer. pol. und war dann als Lehrer tätig, zuletzt an der Wirtschaftsoberschule in Karlsruhe. Ab 1945 war er in der Schulverwaltung in Nordbaden tätig. 

## Partei
Schon seit den 1920er Jahren engagierte sich Werber politisch in der Zentrumspartei. Nach dem Zweiten Weltkrieg trat er der CDU bei, für die er 1947 in den Gemeinderat der Stadt Karlsruhe gewählt wurde.

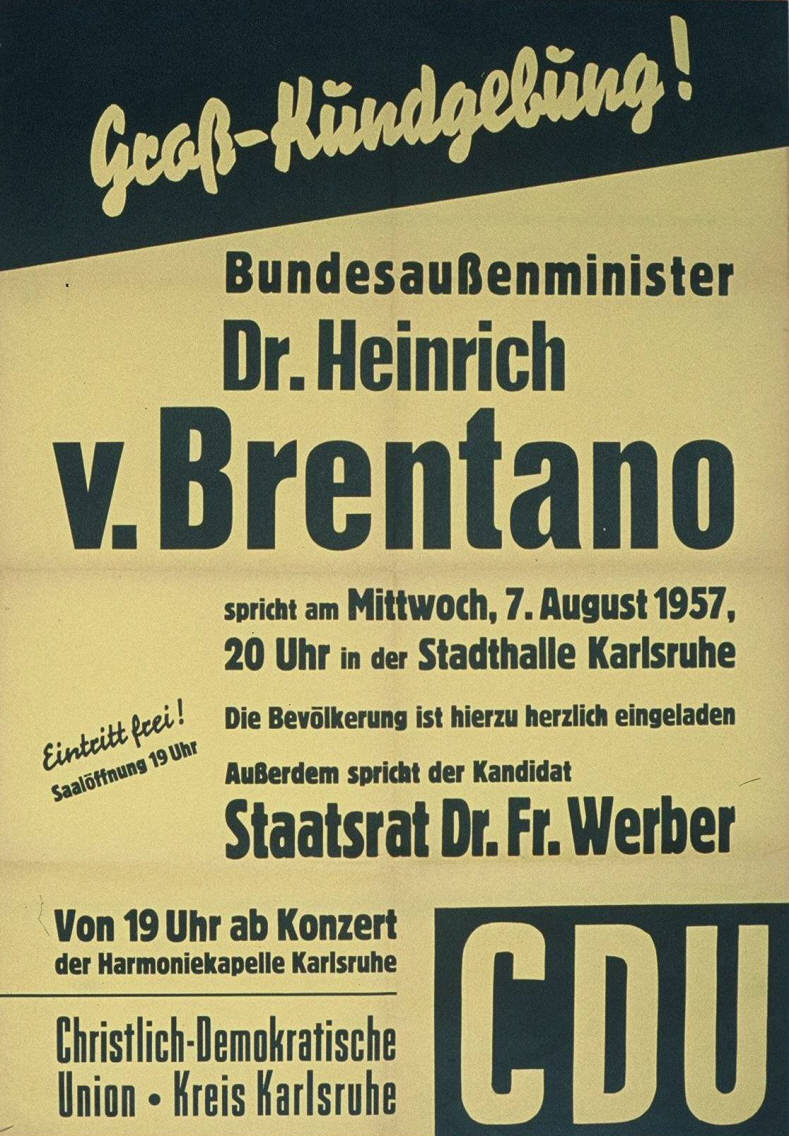
Kundgebung der CDU in Karlsruhe 1957, Ansprachen von Heinrich von Brentano und Friedrich Werber

## Abgeordneter
1950 zog Werber als Abgeordneter in den Landtag des damaligen Bundeslandes Württemberg-Baden ein. Nach Bildung des Landes Baden-Württemberg 1952 gehörte er auch der verfassunggebenden Versammlung bzw. dem ersten Landtag des neuen Bundeslandes an. Nach seiner Wiederwahl im zweiten Landtag 1956 legte er sein Mandat nieder. Sein Nachfolger wurde Camill Siegwarth. Bereits 1953 war Werber in den Deutschen Bundestag gewählt worden, dem er bis 1961 angehörte.

## Öffentliche Ämter
Am 7. Oktober 1953 holte ihn Ministerpräsident Gebhard Müller als Staatsrat und ehrenamtliches stimmberechtigtes Mitglied der Landesregierung von Baden-Württemberg gemäß Artikel 45 Absatz 2 der Landesverfassung in sein Kabinett. Dieses Amt übte Werber auch unter Ministerpräsident Kurt Georg Kiesinger bis Juni 1960 aus. Von 1962 bis 1967 war Werber schließlich als Nachfolger von Paul Jostock Präsident des Statistischen Landesamtes Baden-Württemberg.